# کلی کلارسون
کلی کلارسون (به انگلیسی: Kelly Carlson) (زادهٔ ۱۷ فوریه ۱۹۷۶) بازیگر آمریکایی است که در فیلمهای زیادی نقش‌آفرینی کرده است. که از آن جمله میتوان به فیلم تفنگدار دریایی اشاره کرد.بیشتر هنرنمایی او در مجموعه تلویزیونی Nip Tuck که نقش یک مدل و بازیگر فیلمهای پورن را داشت می توان اشاره کرد.

در Nip Tuck او در نقش کیمبر هانری معشوقه دکتر تروی که در کل در ۸۲ قسمت آن بازی کرد توانسته اثری زیبا از خود به جای بگذارد.